# Anna Krywonos
Anna Wolodymyriwna Krywonos (ukrainisch Анна Володимирівна Кривонос, * 25. September 1997 in Hluchiw, Oblast Sumy) ist eine ukrainische Biathletin. Sie wurde 2015 Jugendweltmeisterin und startet seit 2022 regelmäßig im Weltcup.

## Sportliche Laufbahn
Anna Krywonos gab ihr internationales Debüt bei den Jugendweltmeisterschaften 2015 und gewann auf Anhieb im Einzel die Goldmedaille. In der folgenden Saison lief sie im neu geschaffenen IBU-Junior-Cup und gewann zwei weitere Medaillen bei den Jugendweltmeisterschaften, Bronze im Sprint und Silber in der Verfolgung. Auch bei den Sommerbiathlon-Weltmeisterschaften 2016 gewann sie in der Juniorenkategorie mit der Mixedstaffel die Silbermedaille, selbiges wiederholte sie im Folgejahr. Ende 2016 gab die Ukrainerin in Beitostølen ihr Debüt im IBU-Cup, startete aber für den Rest des Winters wieder auf Juniorenebene, wo es im Juniorcup einmal auf das Podest ging. Ihre zweite Junioren-WM-Medaille ergatterte Krywonos bei den Weltmeisterschaften 2018, erneut im Einzel musste sie sich nur Kamila Żuk geschlagen geben. Mit dem Winter 2018/19 war sie regulär Teil des IBU-Cup-Teams und erzielte sofort erste Top-40-Ergebnisse. Nach dem insgesamt erfolgreichen Winter bestritt sie beim Saisonfinale in Oslo ihren ersten Weltcupsprint und schloss diesen als 77. ab. Zu Beginn der Saison 2019/20 lief die Ukrainerin als Neunte des Sprints von Sjusjøen erstmals in die Top 10 auf der zweiten Rennebene, was der einzige größere Erfolg des Winters bleiben sollte.
Die Saison 2020/21 wurde die bisher erfolgreichste der Ukrainerin. Gleich zu Beginn unterbot sie ihr Bestergebnis mit Rang sieben am Arber, am selben Ort wurde sie Vierte im Staffelrennen. In Osrblie kratzte Krywonos auch in einem Sprint am Podest, welches sie mit dem zugehörigen Verfolger als zweite hinter Anna Weidel schließlich realisierte. 2021/22 war das beste Ergebnis ein 14. Rang, für die Europameisterschaften wurde sie nominiert, trat aber bei keinem Rennen an. Ab Ende 2022 war die Ukrainerin Teil der Nationalmannschaft und startet seither konstant auf der höchsten Wettkampfebene. In Kontiolahti erreichte sie ihr erstes Verfolgungsrennen, wo sie den 49. Rang erreichte. Beim Einzel von Ruhpolding verfehlte Krywonos als 41. ihre ersten Weltcuppunkte nur knapp, in Antholz ging es mit der Frauenstaffel erstmals unter die Top 10. Den Einzelwettkampf bei den Weltmeisterschaften 2023 in Oberhof bestritt die Ukrainerin ebenfalls und wurde 85., das gleiche Rennen bei den Europameisterschaften schloss sie als 16. ab. Zu Beginn des Winters 2023/24 gewann sie in Östersund ihren ersten Weltcuppunkt, wurde aber nach dem Jahreswechsel in den IBU-Cup versetzt, wo sie mit einem fünften und einem neunten Rang in Ridnaun überzeugen konnte. An den Weltmeisterschaften nahm Krywonos ebenfalls teil und belegte im Einzel den 26. Rang.
Im Winter 2024/25 startete Krywonos zunächst im Weltcup, kam aber nicht in die Nähe der Punkteränge, womit sie in der zweiten Saisonhälfte wieder im IBU-Cup eingesetzt wurde.

## Statistiken

### Weltcupplatzierungen
Die Tabelle zeigt alle Platzierungen (je nach Austragungsjahr einschließlich Olympische Spiele und Weltmeisterschaften).
- 1.–3. Platz: Anzahl der Podiumsplatzierungen
- Top 10: Anzahl der Platzierungen unter den ersten zehn (einschließlich Podium)
- Punkteränge: Anzahl der Platzierungen innerhalb der Punkteränge (einschließlich Podium und Top 10)
- Starts: Anzahl gelaufener Rennen in der jeweiligen Disziplin
- Staffel: inklusive Mixed- und Single-Mixed-Staffeln

| Platzierung               | Einzel | Sprint | Verfolgung | Massenstart | Staffel | Gesamt |
| ------------------------- | ------ | ------ | ---------- | ----------- | ------- | ------ |
| 1. Platz                  |        |        |            |             |         |        |
| 2. Platz                  |        |        |            |             |         |        |
| 3. Platz                  |        |        |            |             |         |        |
| Top 10                    |        |        |            |             | 2       | 2      |
| Punkteränge               | 1      |        |            |             | 7       | 8      |
| Starts                    | 7      | 12     | 2          |             | 7       | 28     |
| Stand: Saisonende 2024/25 |        |        |            |             |         |        |

### Weltcupwertungen
Ergebnisse bei Weltcups (Disziplinen- und Gesamtweltcup) gemäß Punktesystem.
| Saison  | Einzel | Einzel | Sprint | Sprint | Verfolgung | Verfolgung | Massenstart | Massenstart | Gesamt | Gesamt |
| Saison  | Platz  | Punkte | Platz  | Punkte | Platz      | Punkte     | Platz       | Punkte      | Platz  | Punkte |
| ------- | ------ | ------ | ------ | ------ | ---------- | ---------- | ----------- | ----------- | ------ | ------ |
| 2023/24 | 69.    | 1      | –      | –      | –          | –          | –           | –           | 94.    | 1      |

### Biathlon-Weltmeisterschaften
Ergebnisse bei den Weltmeisterschaften:
| Weltmeisterschaften | Weltmeisterschaften | Einzelwettbewerbe | Einzelwettbewerbe | Einzelwettbewerbe | Einzelwettbewerbe | Staffelwettbewerbe | Staffelwettbewerbe | Staffelwettbewerbe |
| Jahr                | Ort                 | Einzel            | Sprint            | Verfolgung        | Massenstart       | Damenstaffel       | Mixedstaffel       | S.-M.-Staffel      |
| ------------------- | ------------------- | ----------------- | ----------------- | ----------------- | ----------------- | ------------------ | ------------------ | ------------------ |
| 2023                | Oberhof             | 85.               | –                 | –                 | –                 | –                  | –                  | –                  |
| 2024                | Nové Město          | 26.               | –                 | –                 | –                 | –                  | –                  | –                  |

### Jugend-/Juniorenweltmeisterschaften
Krywonos nahm bis 2016 an den Jugend-, ab 2017 an den Juniorenwettkämpfen teil.
| Weltmeisterschaften | Weltmeisterschaften | Einzelwettbewerbe | Einzelwettbewerbe | Einzelwettbewerbe | Damenstaffel |
| Jahr                | Ort                 | Einzel            | Sprint            | Verfolgung        | Damenstaffel |
| ------------------- | ------------------- | ----------------- | ----------------- | ----------------- | ------------ |
| 2015                | Minsk               | 1.                | 9.                | 16.               | 7.           |
| 2016                | Cheile Grădiștei    | 11.               | 3.                | 2.                | 4.           |
| 2017                | Osrblie             | 14.               | 20.               | 23.               | 9.           |
| 2018                | Otepää              | 2.                | 27.               | 14.               | 13.          |
| 2019                | Osrblie             | 16.               | 10.               | 17.               | 13.          |